# Palazzo del Cavaliere

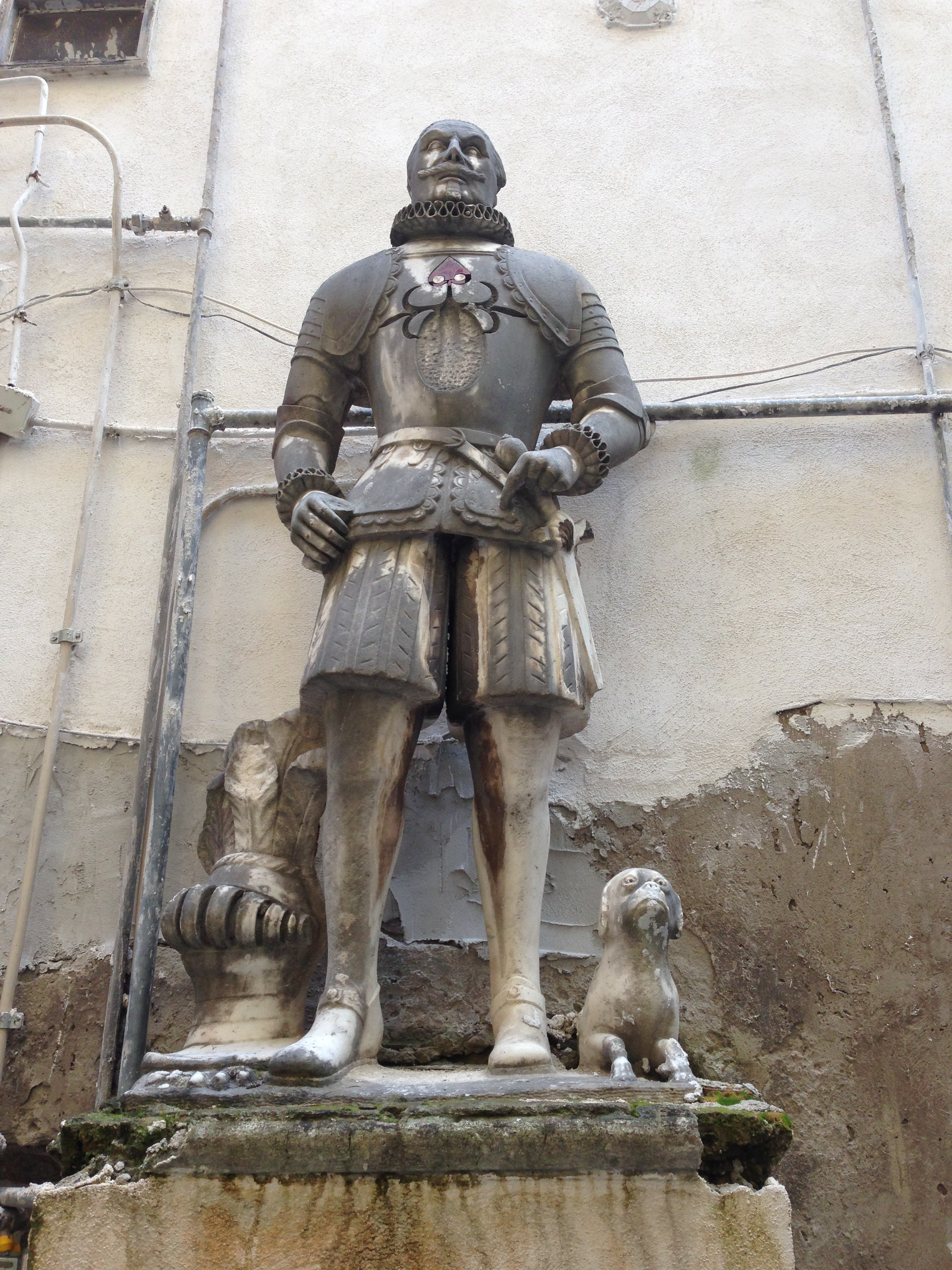
Statue des Ritters des Santiagoordens am Palazzo del Cavaliere in Neapel

Der Palazzo del Cavaliere ist ein Palast aus dem 16. Jahrhundert im Viertel Avvocata von Neapel in der italienischen Region Kampanien. Er liegt in der Salita San Raffaele, 7.

## Geschichte und Beschreibung
Der Palast wurde an dieser Stelle der Stadt vermutlich im 16. Jahrhundert für einen Spanier in Diensten des Vizekönigs von Neapel errichtet. Vermutlich gehörte das Haus dem Santiagoorden. Im Laufe der Jahrhunderte wurde die Immobilie Umbauten unterzogen und heute befindet sie sich wegen der Anbauten der letzten 30 Jahre im Zustand des Verfalls.
Im Hof des Palastes befindet sich die Statue eines spanischen Kavaliers des Santiagoordens, vermutlich des Gründers des neapolitanischen Ordenszweiges. Die Statue ist ganz abgerundet, besteht aus Marmor und könnte angesichts der Herangehensweise aus dem späten 16. Jahrhundert stammen. Angesichts des über die Jahre darauf angesammelten Schmutzes benötigt die Statue eine Restaurierung. Zu Füßen der Statue befindet sich ein Hund aus Marmor, aber der Sockel der Statue ist nicht der originale.